# Glentunnel
Glentunnel est une petite localité située dans la région de Canterbury, située de l’Île du Sud de la Nouvelle-Zélande.

## Situation
Elle est localisée dans le district de Selwyn

## Population
Elle est considérée officiellement comme une « zone moins peuplée qu’une ville ».
Le recensement de 2001 en Nouvelle-Zélande donnait pour la localité de Glentunnel une population de moins de 129 habitants.

## Accès
Elle est située sur le trajet de la route State Highway 77 (en) et fut autrefois desservie par la Whitecliffs Branch (en), un embranchement de chemin de fer, à partir la ligne principale ouverte le 3 novembre 1875 et jusqu’à sa fermeture le 31 mars 1962.
Quelques restes de cette ligne de chemin de fer persistent à l’intérieur de la ville avec une gare incorporée dans le terrain d’une résidence privée.

## Installations
Il y a un grand magasin polyvalent, qui vend du pétrole, du café, des aliments chauds et les nécessités du quotidien mais aussi beaucoup d’autres choses.
Glentunnel a une école primaire pour les niveaux 1 à 6.
Un terrain de camping, un garage, un golf sont aussi localisés dans la ville.

## Activité économique
L’activité Industrielle telle que l’extraction minière de lignite et de charbon et surtout des manufactures de poteries et des briques ont pris place dans la région autour de Glentunnel. C’est la raison pour laquelle le chemin de fer avait été construit ; mais avec le déclin de l’activité de façon aiguë au XXe siècle, la ligne n’existe plus depuis 1980.

## Séisme de 2011
La ville est le domicile historique de la famille des “Deans”.
Mais la ville de Glentunnel fut très largement endommagée par le tremblement de terre de 2010 à Canterbury, si bien qu’elle a été considérée comme « pratiquement en ruine ».